# Metoecus
Metoecus is een geslacht van kevers uit de  familie van de waaierkevers (Rhipiphoridae).

## Soorten
- Metoecus paradoxus (Linnaeus, 1761) (Waaierdrager)
- Metoecus satanas Schilder, 1924
- Metoecus sumatrensis (Nakane & Yamane, 1990)
- Metoecus vespae